# The Countess Charming
The Countess Charming er en amerikansk stumfilm fra 1917 af Donald Crisp.

## Medvirkende
- Julian Eltinge som Stanley Jordan / Raffelski.
- Florence Vidor som Betty Lovering.
- Tully Marshall som Dr. John Cavendish.
- George Kuwa som Soto.
- Edythe Chapman som Mrs. Lovering.